# Mèt-Bwa
Le Mèt-Bwa (maître des bois ou maître de la forêt en français) est une créature légendaire créole du folklore guyanais.

## Description
Il mesure près de trois fois la taille d'un homme et a une apparence terrifiante, il est poilu, barbu et possède une force surhumaine qu'il tire de la nature qui l'entoure. Il est parfois décrit avec une seule jambe et il utilise un tronc d'arbre comme canne afin de se déplacer.

Il est né dans la forêt mais a été abandonné par ses parents, il a grandi avec les animaux de la forêt. Il n'est pas méchant et se nourrit principalement de fruits et est généralement solitaire. Il ne faut pas siffler dans la forêt sous peine de provoquer sa colère et de se faire kidnapper.

## Origine
Mèt-Bwa a été créé afin de dissuader les enfants de se promener dans la forêt la nuit. Dans les récits, il apparaît dans la disparition de quelqu'un.